# Cathrinus Bang
Cathrinus Dorotheus Olivius Bang (født 10. juni 1822, død 4. juni 1898 i Kristiania) var en norsk litteraturhistoriker og professor i nordisk litteratur ved Universitetet i Kristiania.